# Condado de Golden Valley (Montana)
El condado de Golden Valley (en inglés: Golden Valley County) es uno de los 56 condados del estado estadounidense de Montana. En el año 2000 tenía una población de 1.042 habitantes con una densidad poblacional de 0,34 personas por km². La sede del condado es Ryegate.

## Geografía
Según la Oficina del Censo, el condado tiene un área total de 3046 km² (1176,1 mi²), de la cual 3043 km² (1174,9 mi²) es tierra y 3 km² (1,2 mi²) (0.09%) es agua.

### Condados adyacentes
- Condado de Fergus - norte
- Condado de Musselshell - este
- Condado de Yellowstone - sureste
- Condado de Stillwater - sur
- Condado de Sweet Grass - suroeste
- Condado de Wheatland - oeste

## Carreteras
- U.S. Highway 12
- Carretera Estatal de Montana 3

## Demografía
En el 2000 la renta per cápita promedia del condado era de $27,308, y el ingreso promedio para una familia era de $35,000. En 2000 los hombres tenían un ingreso per cápita de $14,028 versus $19,063 para las mujeres. El ingreso per cápita para el condado era de $13,573. Alrededor del 25.80% de la población estaba bajo el umbral de pobreza nacional.

## Pueblos
- Lavina
- Ryegate